# Horacio Oduber Hospital
Het Horacio Oduber Hospital (HOH) is een middelgroot algemeen ziekenhuis op Aruba.
Het ziekenhuiscomplex ligt ten noordwesten van de hoofdstad Oranjestad op het terrein waar vroeger de Arend Petroleummaatschappij te Eagle gevestigd was. Vernoemd naar de arts Horacio Oduber, werd het ziekenhuis met187 bedden eind 1976 in gebruik genomen. Op 5 maart 1977 vond de officiële opening plaats in aanwezigheid van minister De Gaay Fortman. In september 2014 begon de start van de uitbreiding en renovatie project van het ziekenhuis, een van de grootste bouwprojecten in de Arubaanse geschiedenis. Met onder andere een nieuw beddenhuis, een drie keer zo grote spoedeisende hulp, een nieuwe polikliniek voor specialisten en de verbouwing van het gebouw zorgt dit voor meer privacy van patienten en een betere serviceverlening in een moderne omgeving. De laatste fase van dit project zal eind van het jaar 2023 hervat worden na een dispuut door partijen waardoor de bouw werd stilgelegd in 2022.
Het Horacio Oduber Hospital maakt deel uit van de Dutch Caribbean Hospital Alliance (DCHA) samen met andere ziekenhuizen in het Caribisch deel van het Koninkrijk der Nederlanden. Allianties en samenwerkingen zijn onder andere met het landslaboratorium van Curaçao (ADC), streeklab Haarlem, het Universitair Medisch Centrum Utrecht (UMCU), Erasmus Medisch Centrum (EMC), Radboud Universiteit, de Vrije Universiteit Amsterdam (VU), Maastricht University, Xavier University, Thomas Moore in België en partnerziekenhuizen in Colombia.

## Visie, Missie, Waarden en Principes
Sinds 2023 zijn de visie, waarden en principes van het Horacio Oduber Hospital gereviseerd en aangepast.
MISSION:
To always create a result and feeling that exceeds our customer’s expectation. All of this provided by our passionate and respected team in an excellent clinic environment with the best treatment results.
VISION:
Improving the quality of Aruba’s healthcare for our people and for the region.
HOH Values- TRUSTED:
T = Always be a Team player
R = Always be Responsive and Respectful towards patients and colleagues
U = Always be Understanding
S = Always makes the other person feel Safe
T = You are Talented
E = You Execute
D = You are Dedicated

FOUNDATIONS:
Hospitality first: We are mindful of the personal needs of our patients and employees.
Quality: We deliver high quality health care by following professional guidelines and continuously improving processes.
Financial Sustainability: We purposefully use resources and create opportunities to invest and grow.
Continuous Learning: We keep learning as an organization and encourage our employees to develop themselves both personally and professionally.

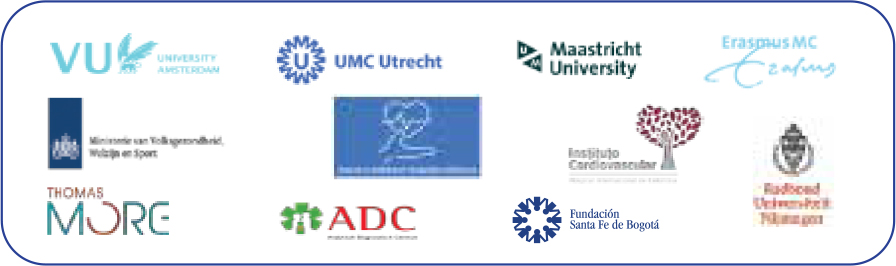
Partners HOH 2023

## Geschiedenis

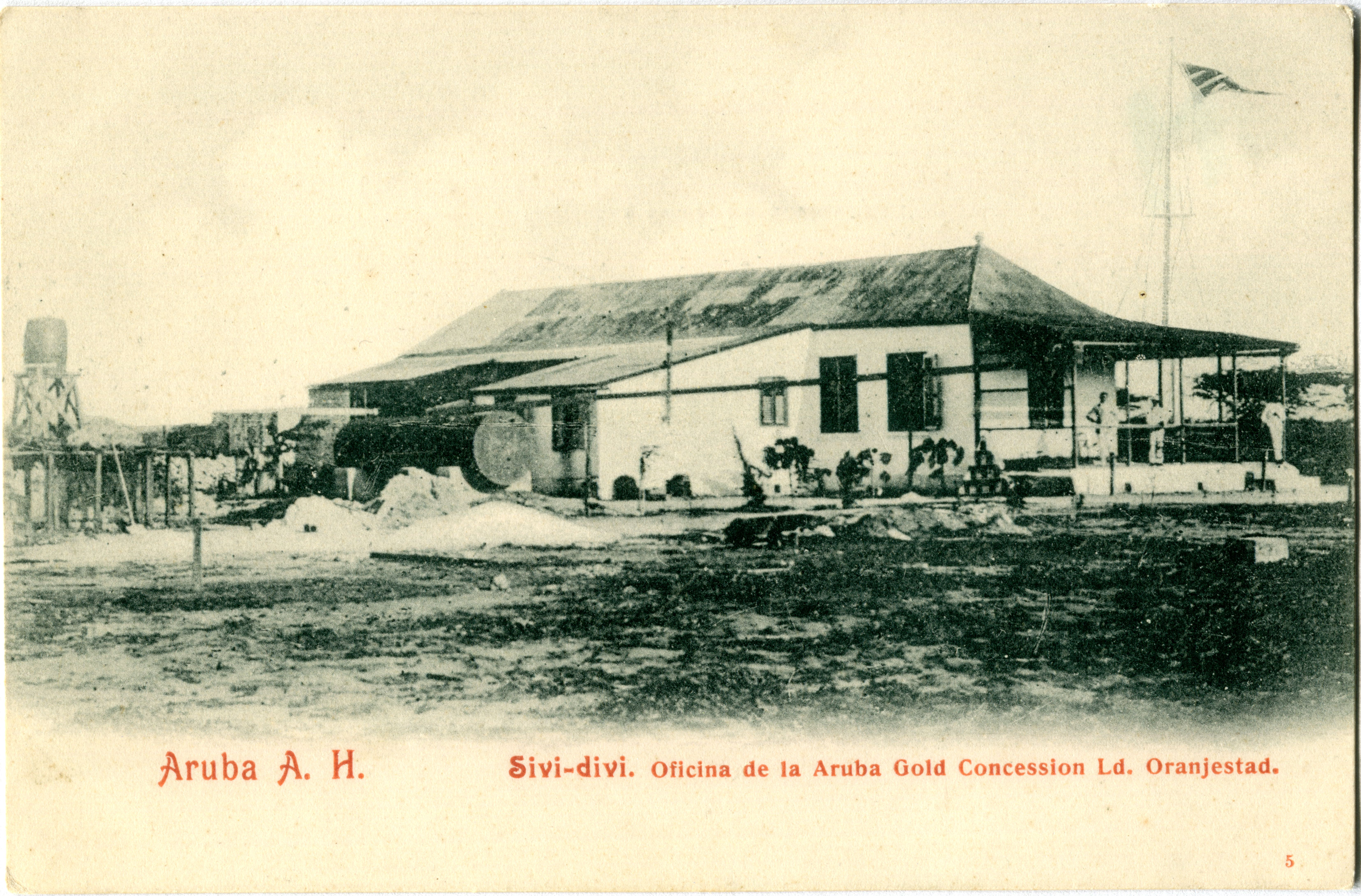
Landhuis Sividivi, uitgerust met een grote regenbak met perspomp en eigen waterleiding, werd omgebouwd tot ziekenhuis

Horacio Eulogio Oduber (1862-1935) was de eerste Arubaanse medicus en had een praktijk aan huis in de Wilhelminastraat. De dokter werd vaak alleen in natura betaald of kreeg voer voor zijn paard. Veel mensen stierven door infecties, virussen of ziekten die op dat moment nog niet bekend waren. Volgens schattingen woonden er in 1910 ongeveer 8.000 mensen op het eiland. Het waren veelal landarbeiders met weinig financiële middelen. Omdat er op dat moment geen ziekenhuis was, nam de arts de patiënten bij hem thuis op. De noodzakelijke operaties, waaronder amputaties, werden alleen uitgevoerd door veel rum toe te dienen vanwege het gebrek aan verdovingsmiddelen.
Rond de eeuwwisseling nam de bevolking snel toe en werd de ziekenzaal van Horacio Oduber ook te klein. Om de nood te lenigen ontstonden er gasthuizen, onder meer te Madiki en aan de Oude Schoolstraat en werd een klein militair ziekenhuis ingericht in het Fort Zoutman.
In 1904 begon een commissie geld in te zamelen voor het oprichten van een ziekenhuis op Aruba. Met behulp van regionale en plaatselijke acties werd door het Bisdom Willemstad het hiervoor benodigde kapitaal opgehaald. Op initiatief van bisschop Vuylsteke werd het landhuis van plantage Sividivi, nabij Oranjestad, aangekocht en na tijdelijk gebruik als zusterhuis omgebouwd tot ziekenhuis. Het eigenlijk eerste Arubaanse ziekenhuis, San Pedro de Verona, werd in 1920 geopend door de zusters Dominicanessen. Uitbreiding van de voorzieningen tot 200 bedden en renovaties in 1927, 1936 en 1953 volgden, maar bleken steeds ontoereikend voor de aanwassende bevolking. In 1971 werd, dankzij de financiering van Nederland, gestart met de bouw van een nieuw ziekenhuis. Vanaf 1977 is het voormalig ziekenhuiscomplex in gebruik als verzorgingshuis.

Nadat in de jaren twintig van de 20ste eeuw twee olieraffinaderijen zich op Aruba hadden gevestigd gingen deze over tot het inrichten van eigen ziekenzorg. De bedrijfsarts van Arend Petroleummaatschappij, Adriaan Dussenbroek (1893-1965), had een kleine praktijk in Quinta del Carmen, zijn privéwoning in Bubali. In 1929 werd voor het bedrijfspersoneel een klein hospitaaltje ingericht achter zijn woning, die tot 1943 in gebruik was. Tussen 1929 en 1972 exploiteerde de olieraffinaderij Lago te Seroe Colorado een tweede algemeen ziekenhuis met 120 bedden, dat bestemd was voor eigen werknemers en hun gezinsleden, zeelui afkomstig van olietankers en particulier verzekerde burgers. Bij de sluiting van de olieraffinaderijen werden de ziekenhuiscomplexen geheel afgebroken; voor Arend in 1953 en Lago in 1985. 

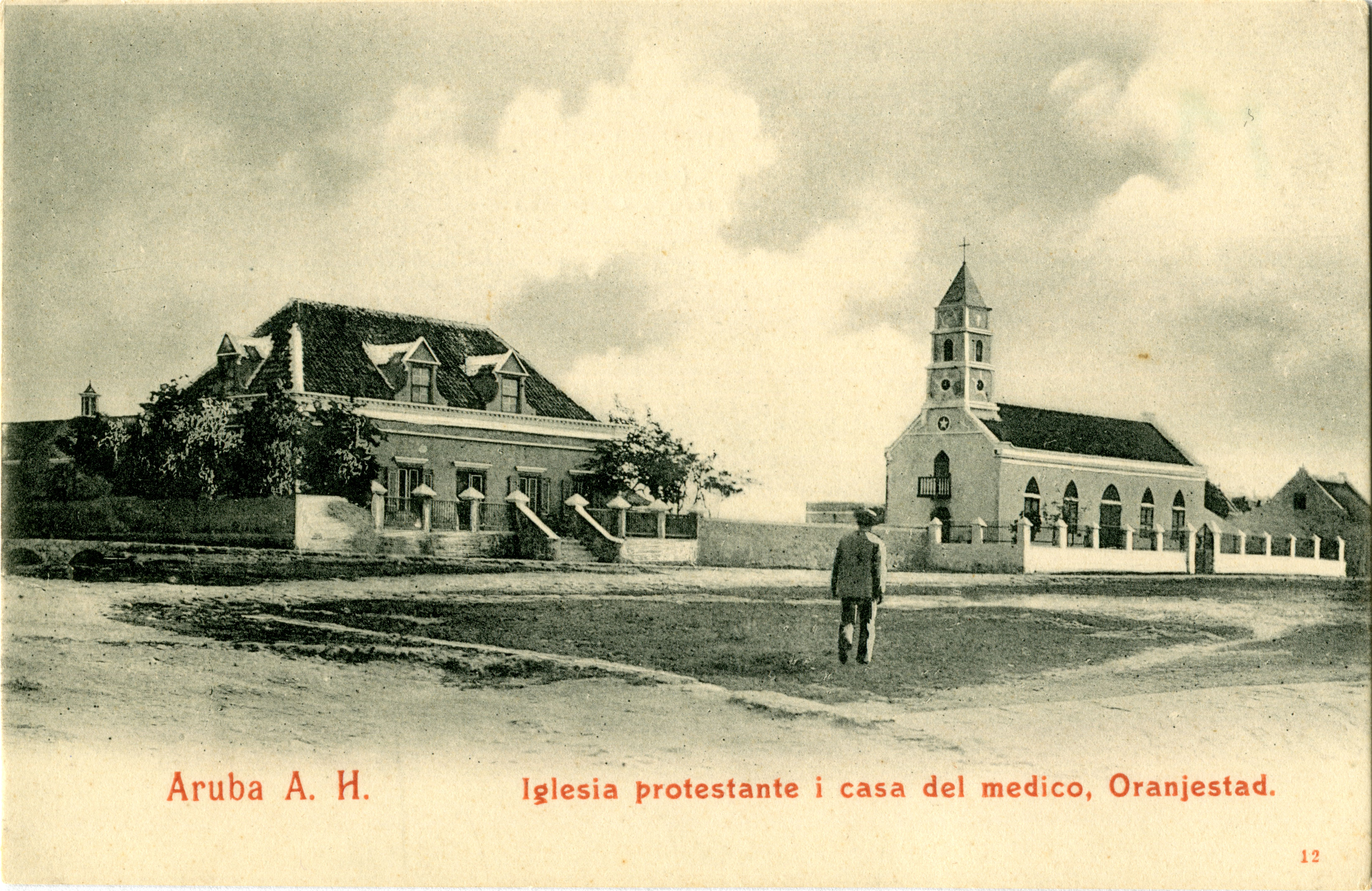
Dokterswoning van Horacio Oduber aan de Wilhelminastraat tegenover de Protestantse kerk (1907)

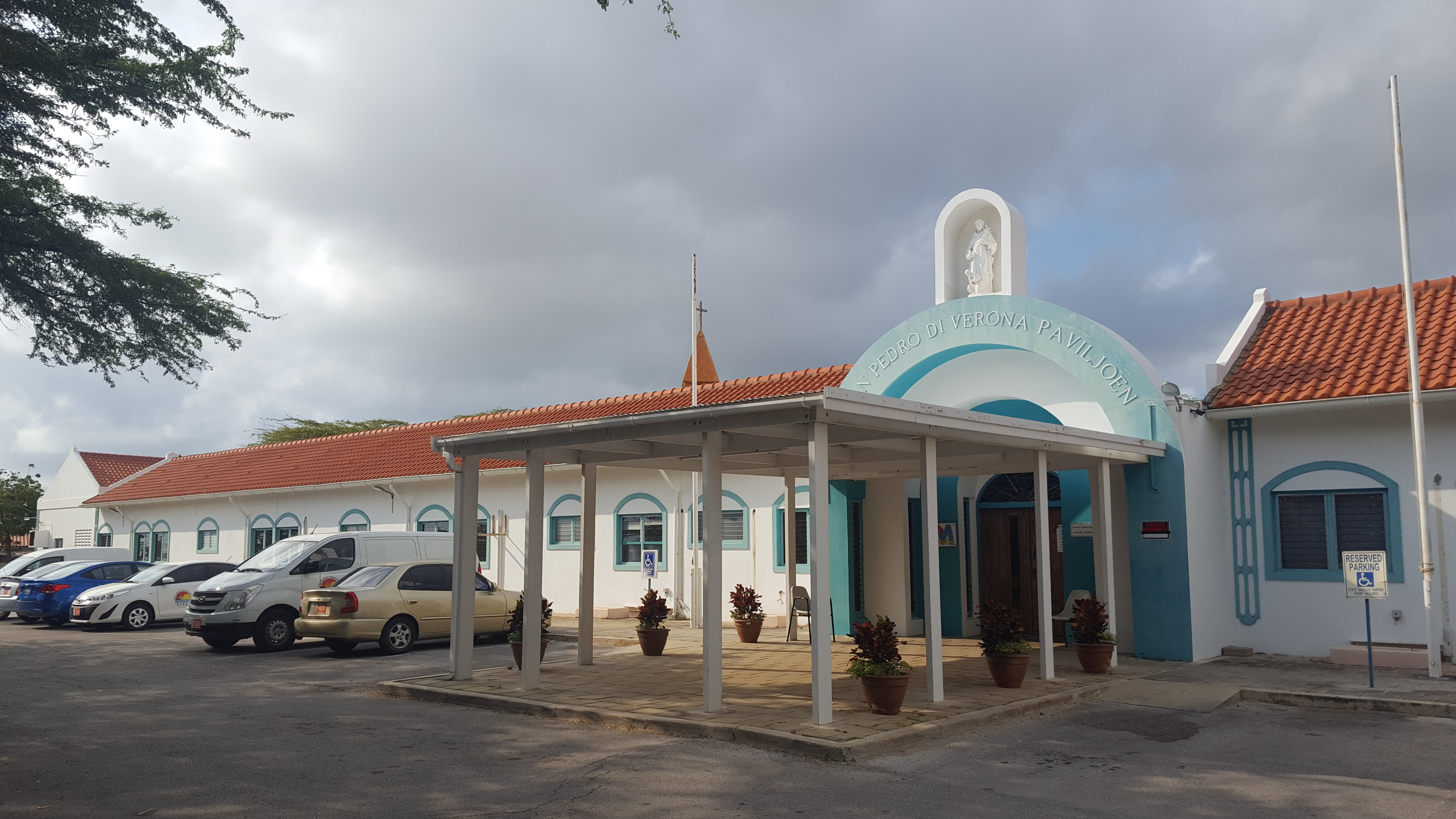
Ingang van San Pedro de Verona
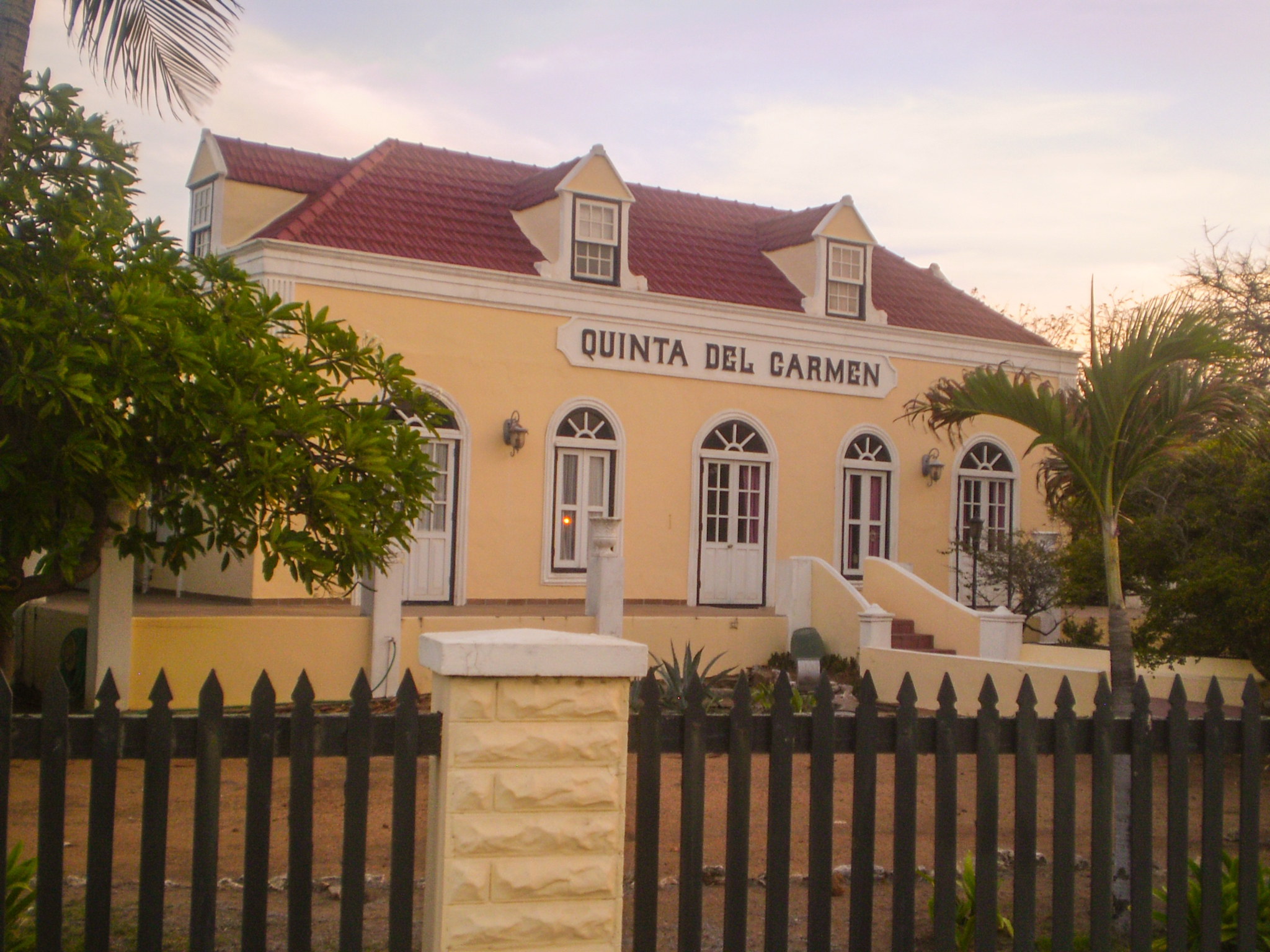
Voormalige dokterswoning Quinta del Carmen
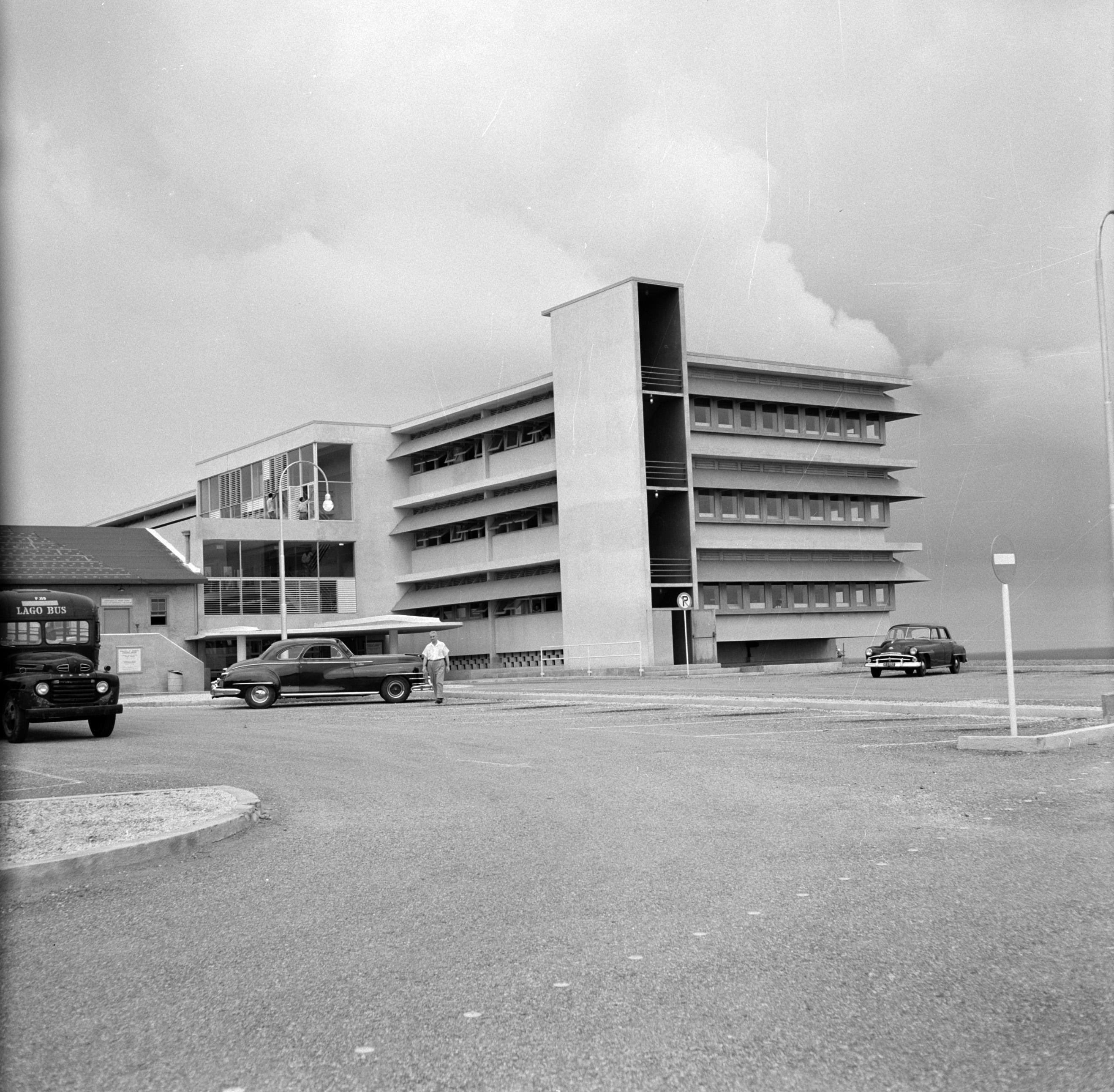
Ingang van Lago hospitaal

## Zorg en afdelingen
Horacio Oduber hospital heeft momenteel (2023) een capaciteit van 187 bedden. In 2020 werd tijdens de coronacrisis het aantal bedden op de intensieve zorg-afdeling opgeschaald van 6 naar 33. Hiervan zijn 12 bedden door Nederland geschonken. Op de ziekenhuiszorg zijn aangewezen de circa 120.000 inwoners van Aruba, de patiënten die uit buureilanden worden uitgezonden en de 15.000 toeristen die gemiddeld per dag op het eiland verblijven. Meer dan 10.000 patiënten werden in 2017 opgenomen en ziet de spoedeisende hulp jaarlijks tussen de 35.000 en 40.000 patiënten. Vanuit Caribisch Nederland vinden jaarlijks gemiddeld 900 uitzendingen voor specialistische zorg plaats. Het beheer van het ziekenhuis is in handen van de Stichting Ziekenverpleging Aruba (SZA), die het complex huurt van de Stichting Onroerend Goed Aruba (SOGA).
In 2014 werd een groot uitbreidings- en renovatieproject gestart, bestaande uit het uitbouwen van het ziekenhuis met twee nieuwe torens en het renoveren en moderniseren van de bestaande gebouwen. Het nieuwe medisch-administratief centrum van 3 verdiepingen kwam in 2016 gereed en in 2017 de nieuwe beddentoren van 6 verdiepingen met een kinderafdeling, een spoedeisende hulpafdeling en een afdeling kraam- & verloskunde.
Het ziekenhuis heeft meer dan 20 verschillende specialismen in huis en circa 1300 medewerkers. Gespecialiseerde artsen worden gecontracteerd door de HOH of werken vrijgevestigd (particulier en onafhankelijk). Het personeel is heel divers, bestaande uit mensen uit Aruba en de Caribische regio alsmede uit Europese en Zuid-Amerikaanse landen. Er wordt naast de voertaal Nederlands ook in Papiamento en in een meertalige omgeving zoals Spaans en Engels gewerkt, wat ook nuttig is voor het toerisme.

### Afdelingen
De medische disciplines in het HOH zijn: algemene geneeskunde, chirurgie, interne geneeskunde, neurologie, neurochirurgie, orthopedie, kindergeneeskunde, gynaecologie, cardiologie, nefrologie, gastro-enterologie, anesthesie, oogheelkunde, KNO-heelkunde, oncologie, pathologie, intensieve zorg (IZ), plastische chirurgie, dermatologie, verloskunde, pulmonologie, radiologie, revalidatie, reumatologie, spoedeisende geneeskunde, medische microbiologie en urologie.

#### Diagnostische afdelingen
Elektrofysiologie, echografie, röntgenfoto, mammografie, CT- en MRI-scans, prestatietests, laparoscopie, endoscopie, bronchoscopie, coronaire angiografie, pathologie, serologie, klinische chemie, microbiologie, onder andere. Het Landslaboratorium Aruba voerde vroeger als overheidsinstelling de diagnostiek uit waarna het een eigen stichting werd genaamd Fundacion Servicio Laboratorio Medico Aruba (FSLMA), welk beter bekend stond als LABHOH. Deze stichting viel onder toezicht van dezelfde raad van bestuur als het Horacio Oduber Hospital. Sinds april 2023 heeft er een juridische fusie plaatsgevonden en kwam deze stichting te vervallen en vallen de laboratoria voor microbiologie, pathologie, klinische chemie & hematologie en pre-analyse direct onder het Horacio Oduber Hospital.

#### Medische instellingen
Kinderafdeling, fysiotherapie- en revalidatiecentrum, verloskundige afdeling, spoedeisende hulp, ambulance, wondzorgcentrum, diabetescentrum, pijnkliniek, dagelijkse afdeling oncologie, operatiekamer complex met 6 OK’s en bloedbank.

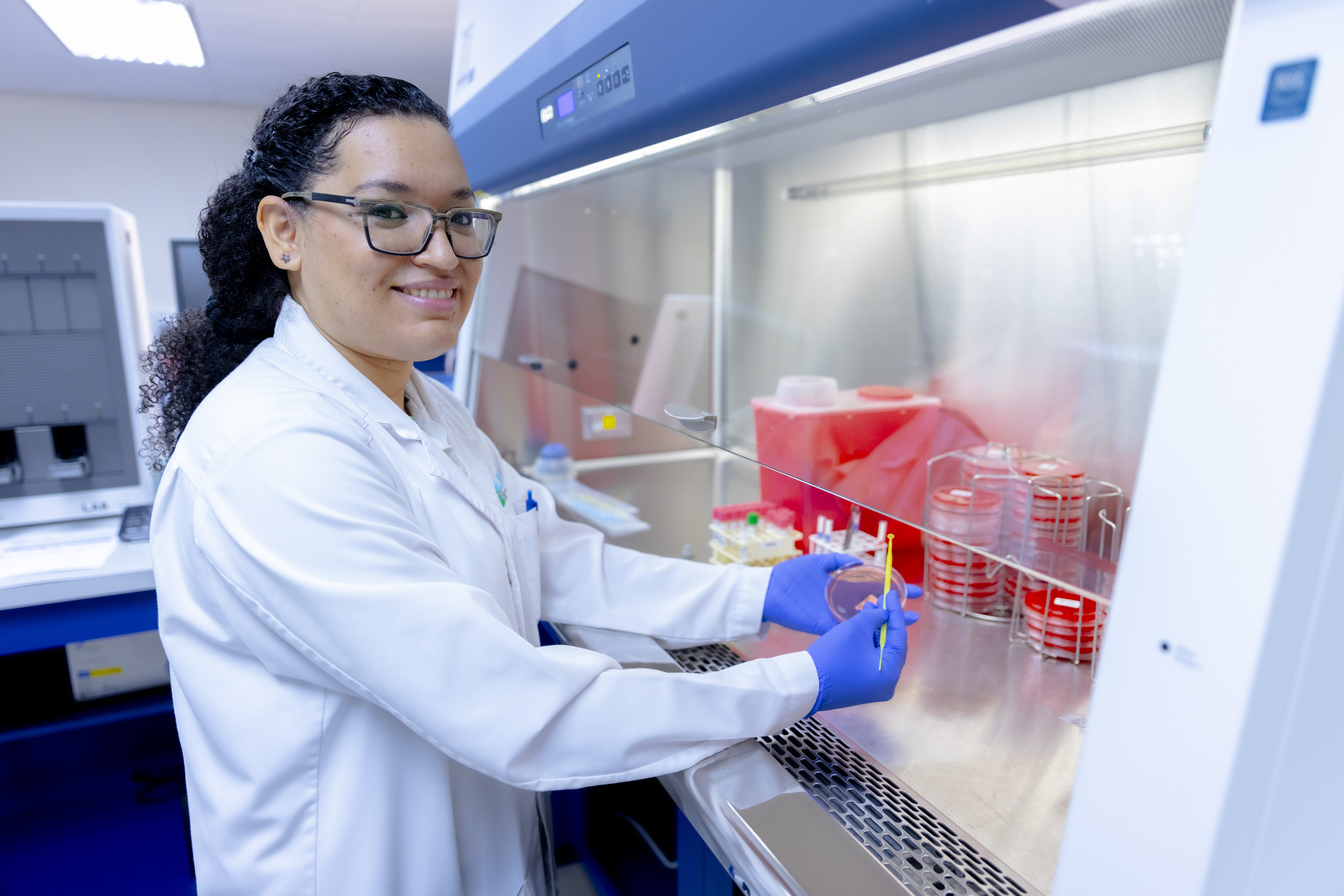
Microbiologie HOH
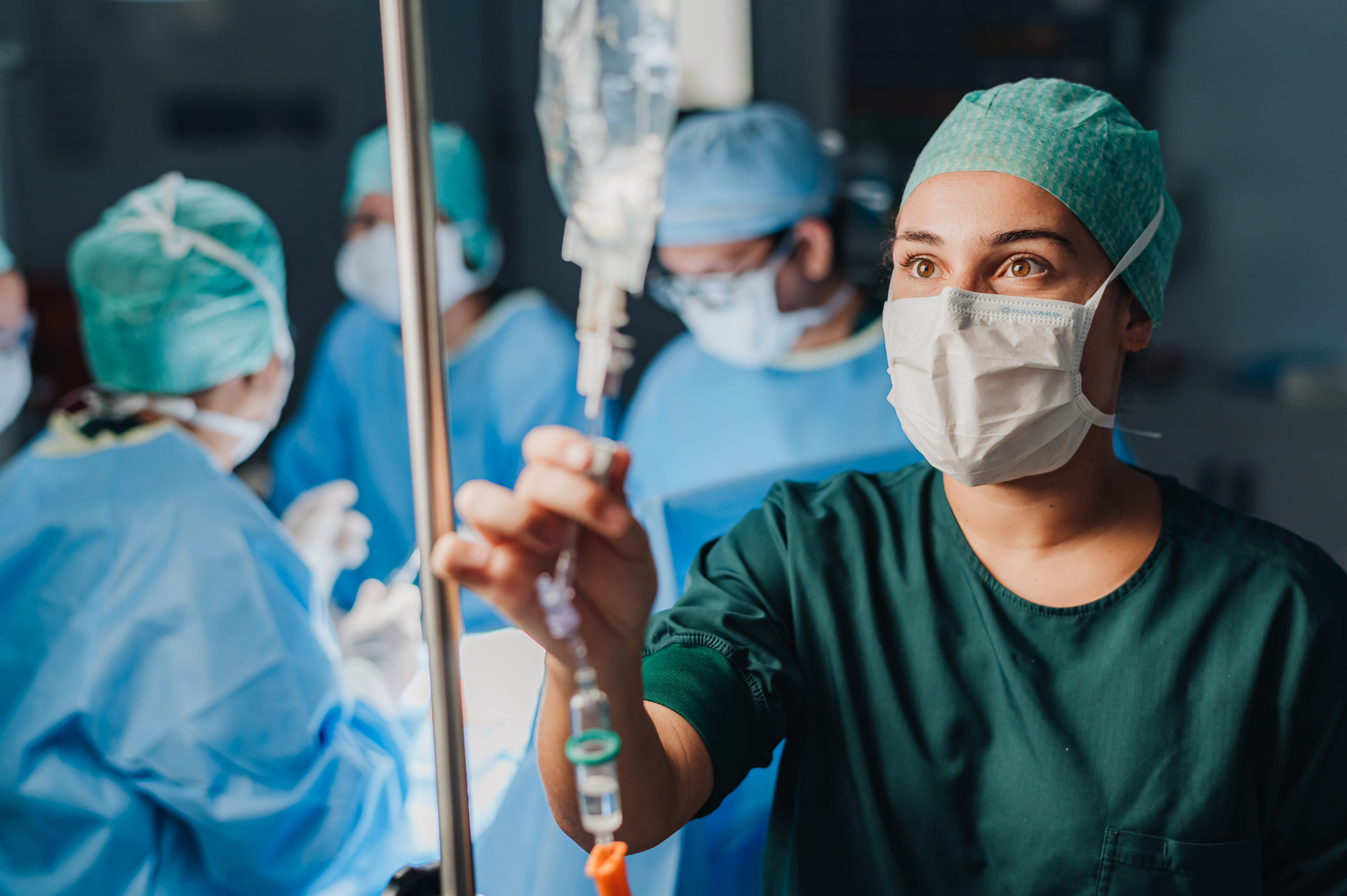
Anesthesie bij het HOH
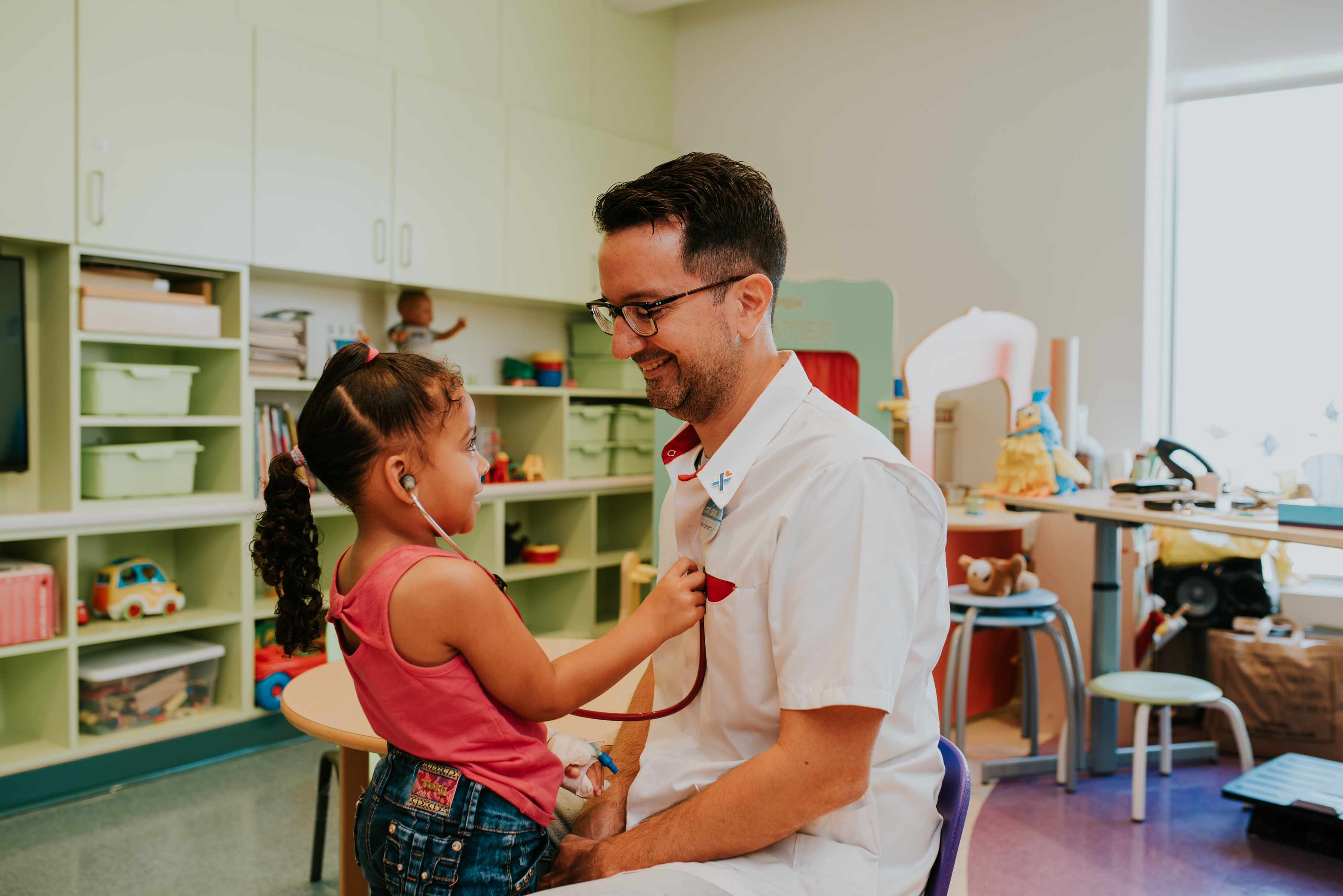
Kinderafdeling bij het HOH
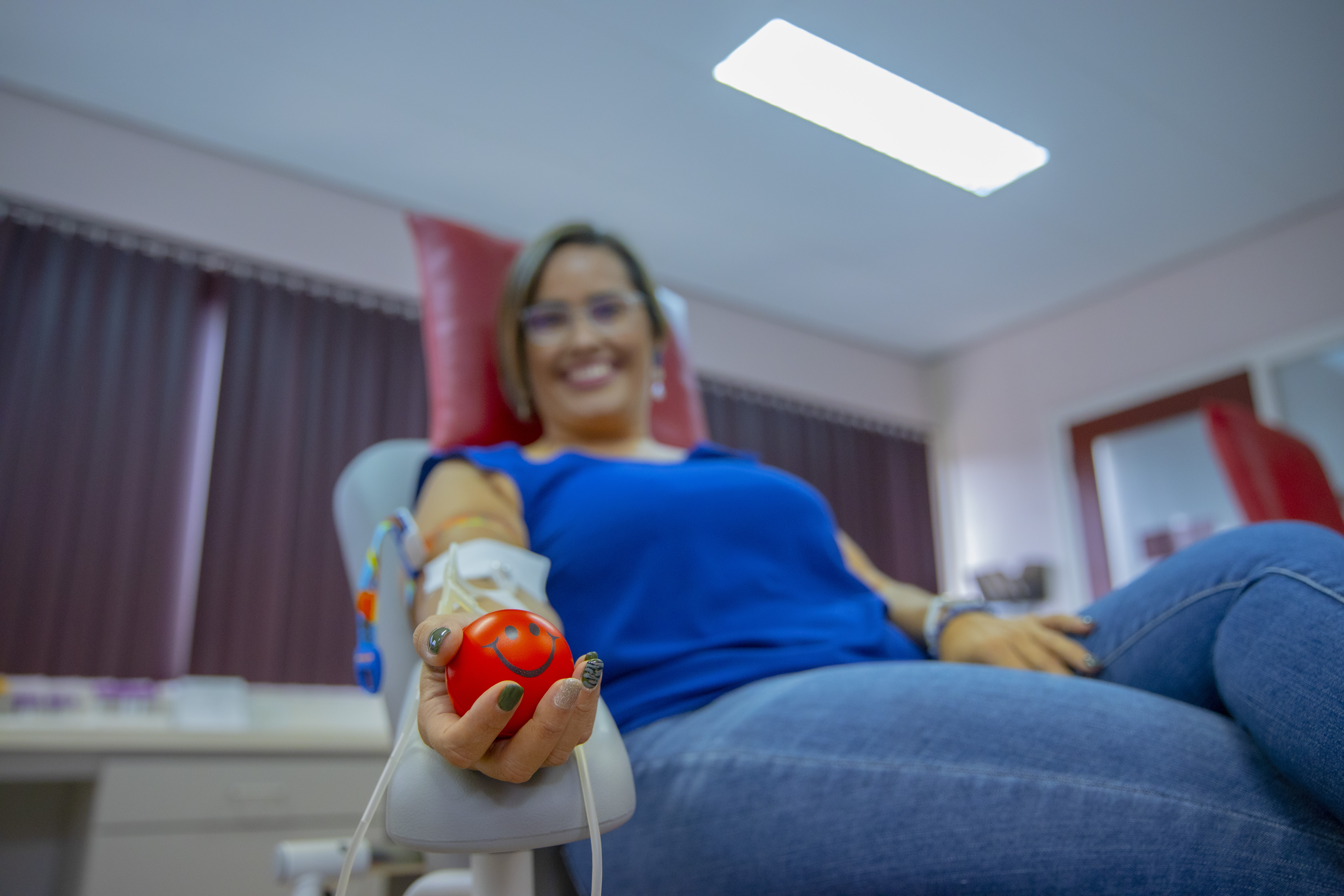
Bloeddonor bij de Bloedbank HOH

## Locatie en bereikbaarheid
HOH ligt op 2 km ten noordwesten van Oranjestad en nabij Eagle Beach tegenover het laagbouw hotelgebied en op 5 km afstand van de hoogbouw-hotels bij Palm Beach.
Het ziekenhuis is bereikbaar via de belangrijkste snelwegen, waaronder de Avenida Nelson Oduber (voorheen Sasakiweg), de Watty Vos Boulevard en de ringweg Kibaima-Tanki-Flip, die de grootste stedelijke gebieden van Aruba met elkaar verbinden. De verste stedelijke gebieden liggen per ambulance op 20 minuten afstand van het HOH, terwijl de afstand tot de meeste landelijke gebieden tot 45 minuten kan bedragen.

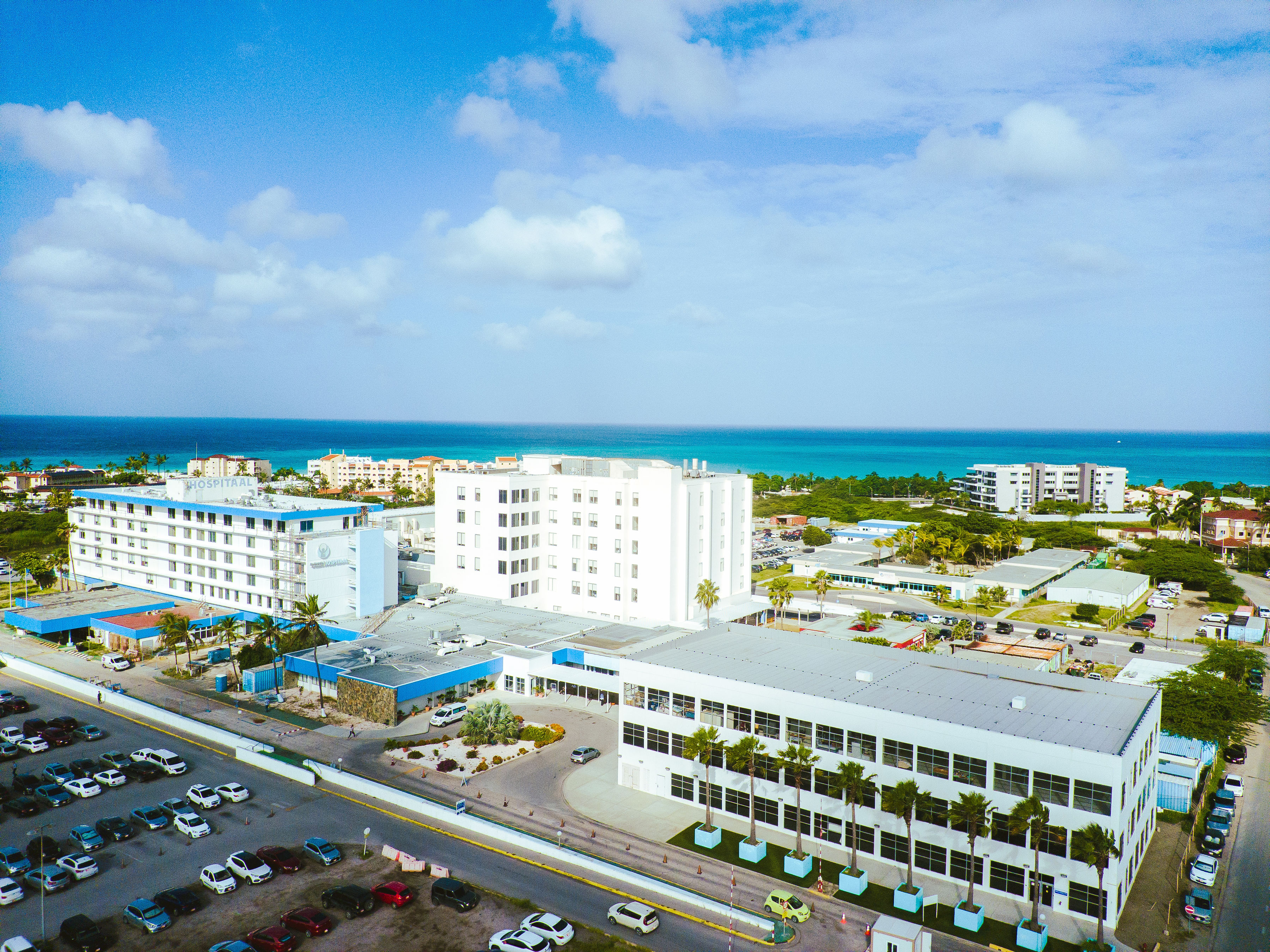
Horacio Oduber Hospital Aruba